# Celebeszi törpedenevér
A celebeszi törpedenevér (Pipistrellus mordax) az emlősök (Mammalia) osztályának a denevérek (Chiroptera) rendjéhez, ezen belül a kis denevérek (Microchiroptera) alrendjéhez és a simaorrú denevérek (Vespertilionidae) családjához tartozó faj.

## Előfordulása
Celebesz szigetén honos.